# 张长弓 (作家)
张长弓（1931年—2000年），男，原籍山东青州，生于内蒙古克什克腾旗，中国作家、书法家，内蒙古自治区作家协会原副主席。

## 生平
1959年加入中国作家协会。1964年毕业于内蒙古大学中文系。